# Открытие Америки

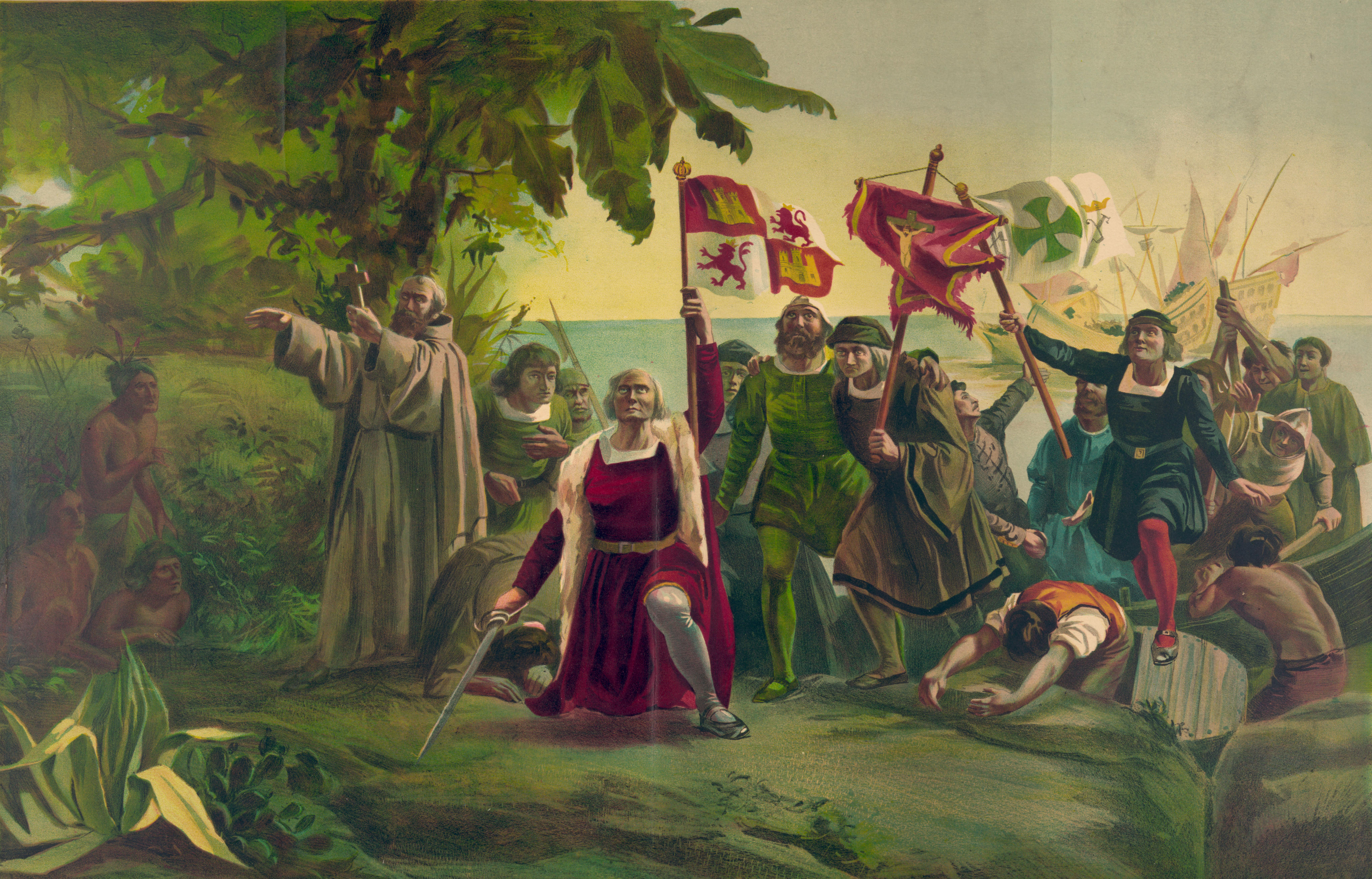
Диоскоро Пуэбла. «Высадка Колумба в Америке» *(картина 1862 года)*

Открытие Америки — событие, в результате которого для обитателей Старого Света стала известной новая часть света — Америка, состоящая из двух континентов.

## Кандидаты в первооткрыватели
Первыми людьми, заселившими Америку, являются предки коренных индейцев, перешедшие туда примерно 20 тыс. лет назад из Азии по Берингову перешейку.
Некоренными первооткрывателями Америки могут считаться:

### Гипотетические
Выдвигались различные гипотезы о посещении Америки и контакте с её обитателями мореплавателями до Колумба, представлявшими различные цивилизации Старого Света. В частности, известна версия Тура Хейердала о посещении Америки египтянами. Для доказательства в 1969 — 70 годах были организованы экспедиции на лодках Ра и Ра-2, построенных по древним технологиям. Первой лодке не удалось достигнуть Карибских островов, но не хватило лишь несколько сот километров. Вторая экспедиция цели достигла.
Вот ещё некоторые из гипотетических контактов:
- в 371 году до н. э. — финикийцы;
- в V веке — Хуэй Шэнь (китайский буддийский монах, совершивший в V веке путешествие в страну Фусан, отождествляемую по разным версиям с Японией или Америкой)[1];
- в VI веке — святой Брендан (ирландский монах);
- в X веке — викинги;
- в XII веке — Мадог ап Оуайн Гвинед (валлийский принц, по легенде, посетил Америку в 1170 году);
- есть версии, согласно которым по меньшей мере с XIII века Америка была известна ордену тамплиеров;
- в 1331 году — Абубакар II (султан Мали);
- в 1362 году — явно датированный кенсингтонский рунический камень, подлинность которого вызывает сомнения;
- ок. 1398 года — Генри Синклер (де Сент-Клер), граф Оркнейский (ок. 1345 — ок. 1400);
- в 1421 году — Чжэн Хэ (китайский исследователь);
- в 1472 году — Жуан Кортериал (португалец).

### Подтверждённые
- В X веке, около 1000 г. — викинги во главе с Лейфом Эрикссоном. В Л’Анс-о-Медоуз есть остатки поселения викингов на континенте.

- В 1492 году — Христофор Колумб (генуэзец на службе Испании) открыл американские острова (не континент). Сам он считал, что открыл путь в Азию (отсюда названия Вест-Индия, индейцы); по преданию, Колумб верил в это до конца своих дней.
- В 1498 году Колумб открыл континент Южная Америка.
- В 1502 году Колумб открыл континент Северная Америка.
- Летом 1499 года Америго Веспуччи открыл дельту Амазонки, исследовал большую часть побережья Южной Америки. В июне 1500 года он вернулся в Испанию, а затем продолжал участвовать в экспедициях исследования Южной Америки в 1501—1502 и 1503—1504 годах. Сам Веспуччи являлся одним из первых сторонников версии, что была открыта не Индия, а новый континент. Считается, что термин «Новый Свет» мог быть предложен им же самим в 1503 году[2], однако такое мнение оспаривается. Он совершил несколько экспедиций и убедил, что открытые Колумбом земли — это новый материк.

В 1507 году — картограф М. Вальдземюллер предложил, чтобы открытые земли были названы Америкой в честь исследователя Нового Света Америго Веспуччи — это считается моментом, с которого Америка была признана самостоятельным континентом. Впрочем, есть достаточные основания полагать, что континент был назван по фамилии английского мецената Ричарда Америке из Бристоля, финансировавшего вторую трансатлантическую экспедицию Джона Кабота в 1497 году, а Веспуччи взял себе прозвище в честь уже названного континента. В мае 1497 года Кабот достиг берегов Лабрадора, став первым официально зарегистрированным европейцем, ступившим на североамериканский континент. Кабот составил карту побережья Северной Америки — от Новой Шотландии до Ньюфаундленда. В календаре Бристоля за тот год читаем: «… в день св. Иоанна Крестителя [24 июня] найдена земля Америка купцами из Бристоля, прибывшими на корабле из Бристоля с названием „Мэтью“ („метик“)».

## Экспедиции Христофора Колумба

Четыре путешествия Христофора Колумба, 1492—1504

Христофор Колумб совершил четыре экспедиции в Новый Свет, которые снарядили испанские Католические короли в надежде открыть более короткий западный путь для торговли с Индией.

### 1-я экспедиция
Первая экспедиция (1492—1493 годы) Христофора Колумба в составе 91 человека на судах «Санта-Мария», «Пинта», «Нинья» вышла из Па́лоса-де-ла-Фронтера 3 августа 1492 года, от Канарских островов повернула на Запад (9 сентября), пересекла Атлантический океан в субтропическом поясе и достигла острова Сан-Сальвадор в Багамском архипелаге, где Христофор Колумб высадился 12 октября 1492 года (официальная дата открытия Америки). 13 — 24 октября Христофор Колумб посетил ряд других Багамских островов, а 28 октября — 5 декабря открыл и обследовал участок северо-восточного побережья Кубы. 6 декабря Колумб достиг острова Гаити и двинулся вдоль северного берега. В ночь на 25 декабря флагманский корабль «Санта-Мария» сел на риф, но люди спаслись. Колумб на каравелле «Нинья» 4 — 16 января 1493 года завершил обследование северного берега Гаити и 15 марта вернулся в Кастилию.

### 2-я экспедиция
2-я экспедиция (1493—1496 годы), которую Христофор Колумб возглавил уже в чине адмирала, и в должности вице-короля вновь открытых земель, состояла из 17 судов с экипажем свыше 1,5 тыс. человек. 3 ноября 1493 года Колумб открыл острова Доминика и Гваделупа, повернув на Северо-Запад, — ещё около 20 Малых Антильских островов, в том числе Антигуа и Виргинские, а 19 ноября — остров Пуэрто-Рико и подошёл к северному берегу Гаити. 12 — 29 марта 1494 года Колумб в поисках золота совершил завоевательный поход внутрь Гаити, причём пересёк хребет Кордильера-Сентраль. 29 апреля — 3 мая Колумб с 3 судами прошёл вдоль юго-восточного берега Кубы, повернул от мыса Крус на Юг и 5 мая открыл остров Ямайка. Вернувшись 15 мая к мысу Крус, Колумб прошёл вдоль южного побережья Кубы до 84° западной долготы, обнаружил архипелаг Хардинес-де-ла-Рейна, полуостров Сапата и остров Пинос. 24 июня Христофор Колумб повернул на восток и обследовал 19 августа — 15 сентября весь южный берег Гаити. В 1495 году Христофор Колумб продолжил завоевание Гаити; 10 марта 1496 года оставил остров и 11 июня вернулся в Кастилию.

### 3-я экспедиция
3-я экспедиция (1498—1500 годы) состояла из 6 судов, 3 из которых сам Христофор Колумб повёл через Атлантический океан близ 10° северной широты. 31 июля 1498 года он открыл остров Тринидад, вошёл с юга в залив Пария, обнаружил устье западного рукава дельты реки Ориноко и полуостров Пария, положив начало открытию Южной Америки. Затем выйдя в Карибское море, Христофор Колумб подходил к полуострову Арая, открыл 15 августа остров Маргарита и 31 августа прибыл в город Санто-Доминго (на острове Гаити). В 1500 году Христофор Колумб был по доносу арестован и отправлен в Кастилию, где был освобождён.

### 4-я экспедиция
4-я экспедиция (1502—1504 годы). Добившись разрешения продолжать поиски западного пути в Индию, Колумб с 4 судами достиг 15 июня 1502 года острова Мартиника, 30 июля — Гондурасского залива и открыл с 1 августа 1502 по 1 мая 1503 года карибские берега Гондураса, Никарагуа, Коста-Рики и Панамы до залива Ураба. Повернув затем на Север, 25 июня 1503 года потерпел крушение у острова Ямайка; помощь из Санто-Доминго пришла только через год. В Кастилию Христофор Колумб вернулся 7 ноября 1504 года.

## Последствия
Открытие Колумбом Америки дало начало Великим географическим открытиям, Колумбовому обмену, трансатлантической работорговле и колониализму, что впоследствии привело Западный мир к господству над всеми остальными. Колумбов обмен привнёс в европейский быт такие вещи как шоколад, табак и другие, а почти безграничные ресурсы из Нового Света сделало Европейские метрополии, в первую очередь Испанию (см. Революция цен), сказочно богатыми. На фоне всего этого произошла Индейская демографическая катастрофа, которая уничтожила почти всех индейцев, а уцелевшие от болезней умерли от принудительных работ.

## В филателии

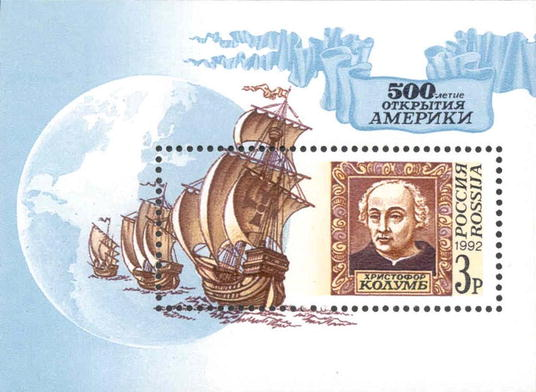
Почтовый блок России 1992 год, посвящённый 500-летию открытия Америки
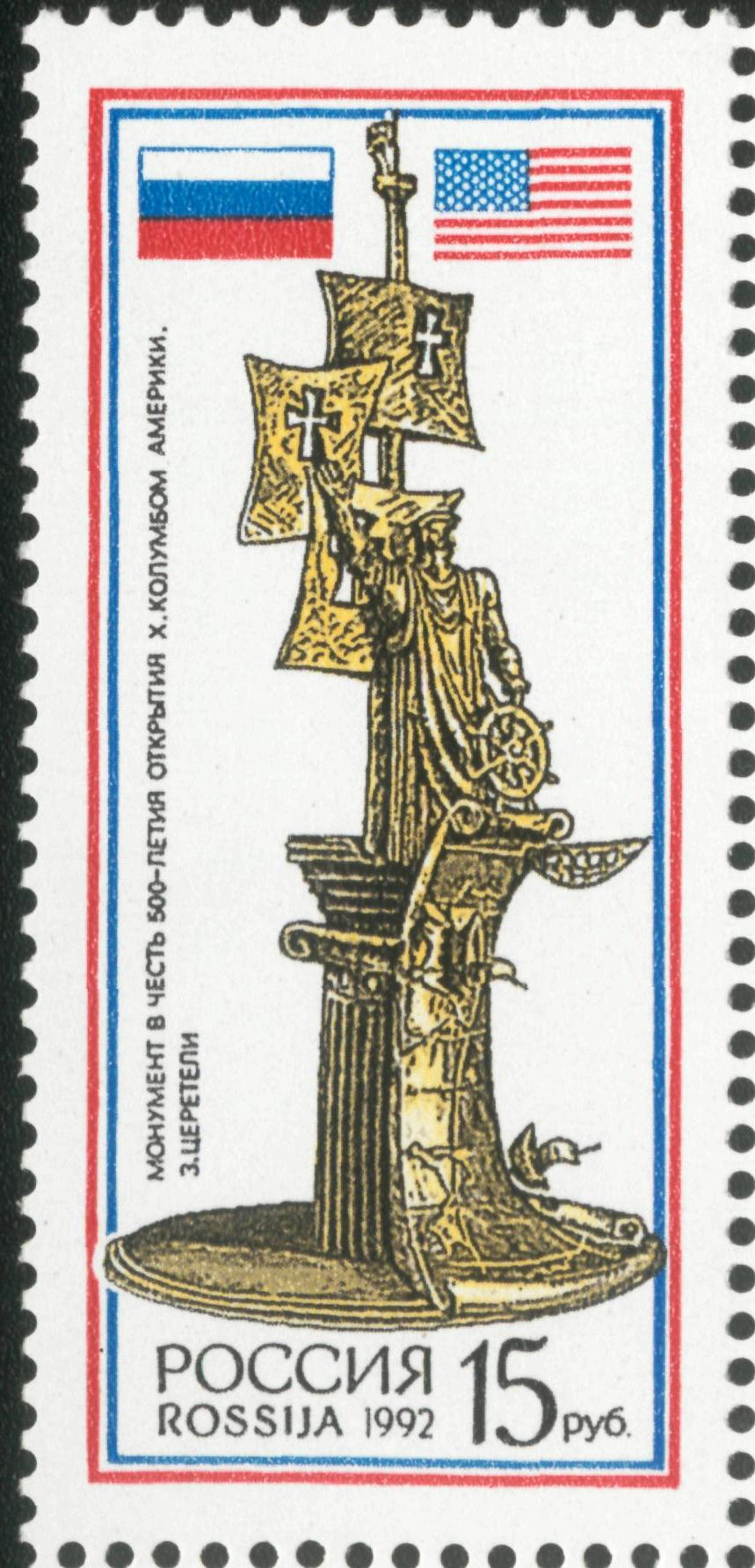
Почтовая марка. Монумент Зураба Церетели в честь 500-летия открытия Х. Колумбом Америки.